# Teluk Majelis
Teluk Majelis is een bestuurslaag in het regentschap Tanjung Jabung Timur van de provincie Jambi, Indonesië. Teluk Majelis telt 2219 inwoners (volkstelling 2010).